# Jannowitz (Hermsdorf)

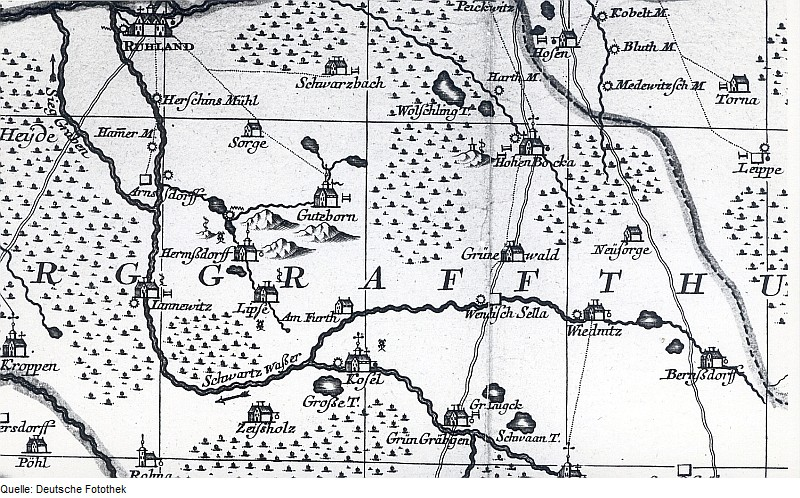
Jannowitz, dargestellt in einer Karte aus dem Jahr 1757

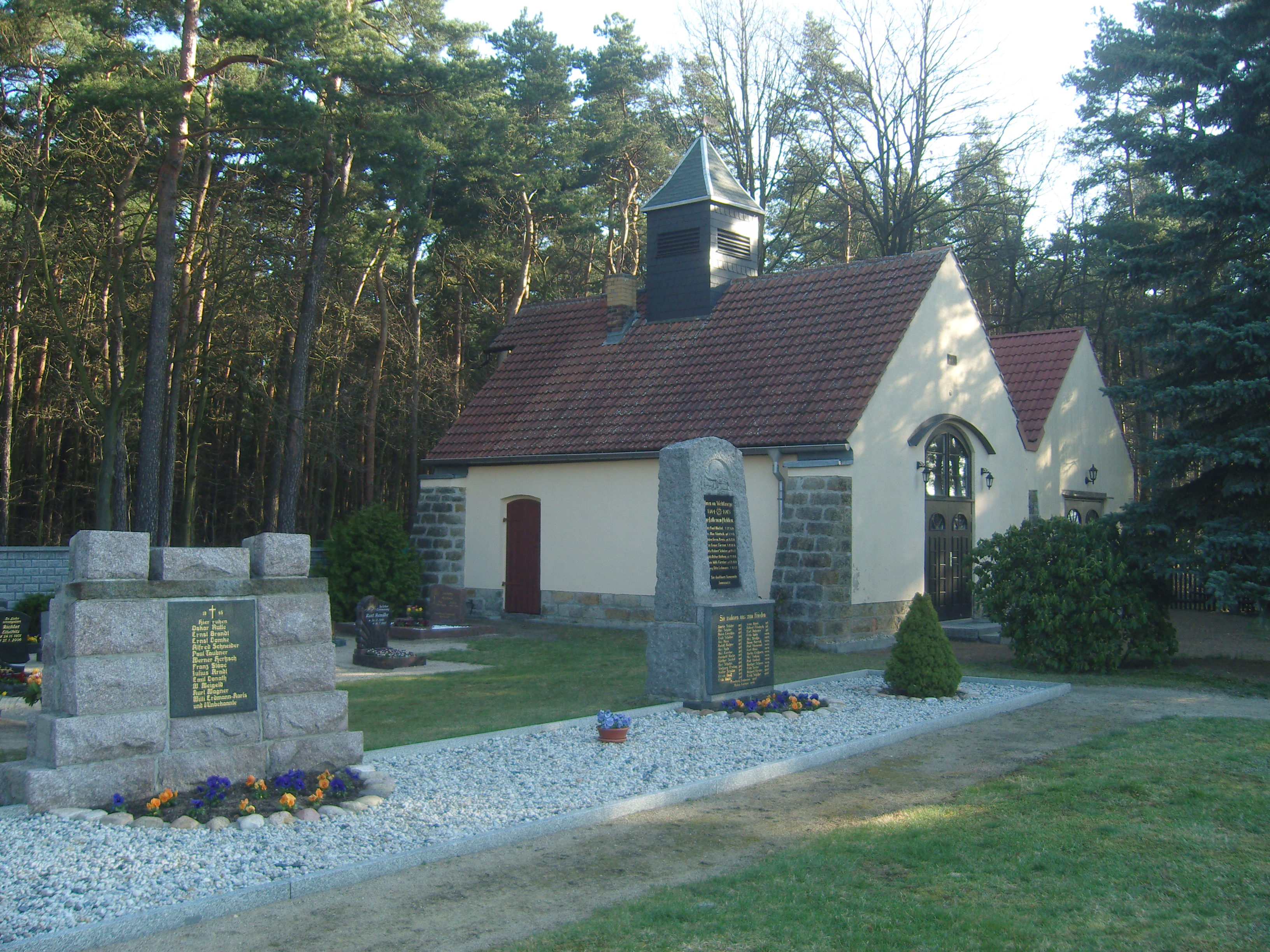
Kriegerdenkmale auf dem Friedhof

Jannowitz ist ein Ortsteil der Gemeinde Hermsdorf im südbrandenburgischen Landkreis Oberspreewald-Lausitz im Amt Ruhland. Im Sorbischen wird Jannowitz mit Janecy benannt.

## Geografie
Jannowitz liegt im Nordwesten der Oberlausitz an der Grenze zur Niederlausitz. Das Ruhlander Schwarzwasser fließt durch den Ort, nordwestlich liegt der Teich Großer Dub.
Im Südwesten grenzt der Ort Kroppen mit seinem Ortsteil Heinersdorf, die zum Amt Ortrand gehören, an Jannowitz. Weiter in Richtung Südwesten liegt die Stadt Ortrand. Im Westen, durch die Bundesautobahn 13 getrennt, befindet sich Frauendorf. Nördlich von Jannowitz liegt Arnsdorf, das wie die östlich gelegenen Orte Guteborn, Hermsdorf und Lipsa zum Amt Ruhland gehört. Die Stadt Ruhland liegt in Verlängerung der Verbindung Arnsdorf Jannowitz nördlich von Jannowitz. Im Süden schließen sich die sächsischen Gemeinden Thiendorf und Schwepnitz mit den Orten Naundorf beziehungsweise Cosel und Zeisholz an.

## Geschichte

### Namensentwicklung
Im Jahr 1479 wurde Jannowitz erstmals als Jonewicz erwähnt. Der Name entwickelte sich von Janewicz und Janwitz im Jahr 1498 über Jonewitz (1528) und Jahnewitz (1529) zu Jannewitz (1551) sowie Jannowitz im Jahre 1565.
Der Ortsname leitet sich vom altsorbischen *Janowici und somit von der sorbischen Form des Vornamens Johannes ab und bedeutet „Leute des Jan“.

### Ortsgeschichte
Das 1479 erwähnte Jannowitz war als Straßendorf angelegt und gehörte zur Herrschaft Ruhland. Auf der Oberlausitz-Karte von Johann George Schreiber (1676–1750) liegt Jannowitz zwar direkt am Rand des sorbischen Sprachgebietes, wird aber noch zu diesem gezählt.
Von 1825 bis 1952 gehörte Jannowitz zum Landkreis Hoyerswerda. Im Jahr 1952 kam Jannowitz mit dem gesamten Gebiet um Ruhland an den neugegründeten Kreis Senftenberg. Am 31. Dezember 2001 wurde Jannowitz nach Hermsdorf eingemeindet.
Auf dem Friedhof von Jannowitz befinden sich zwei Kriegerdenkmale für die Gefallenen der beiden Weltkriege.

### Einwohnerentwicklung
| Einwohnerentwicklung in Jannowitz von 1777 bis 2000 | Einwohnerentwicklung in Jannowitz von 1777 bis 2000 | Einwohnerentwicklung in Jannowitz von 1777 bis 2000 | Einwohnerentwicklung in Jannowitz von 1777 bis 2000 | Einwohnerentwicklung in Jannowitz von 1777 bis 2000 | Einwohnerentwicklung in Jannowitz von 1777 bis 2000 | Einwohnerentwicklung in Jannowitz von 1777 bis 2000 | Einwohnerentwicklung in Jannowitz von 1777 bis 2000 | Einwohnerentwicklung in Jannowitz von 1777 bis 2000 | Einwohnerentwicklung in Jannowitz von 1777 bis 2000 |
| Jahr                                                | Einwohner                                           | Jahr                                                | Einwohner                                           | Jahr                                                | Einwohner                                           | Jahr                                                | Einwohner                                           | Jahr                                                | Einwohner                                           |
| --------------------------------------------------- | --------------------------------------------------- | --------------------------------------------------- | --------------------------------------------------- | --------------------------------------------------- | --------------------------------------------------- | --------------------------------------------------- | --------------------------------------------------- | --------------------------------------------------- | --------------------------------------------------- |
| 1777                                                | 5 besessene Mann, 5 Gärtner 23 Häusler, 5 Wüstungen | 1825                                                | 221                                                 | 1875                                                | 200                                                 | 1890                                                | 200                                                 | 1905                                                | 284                                                 |
| 1910                                                | 300                                                 | 1925                                                | 307                                                 | 1933                                                | 302                                                 | 1939                                                | 303                                                 | 1946                                                | 371                                                 |
| 1950                                                | 404                                                 | 1964                                                | 371                                                 | 1971                                                | 346                                                 | 1981                                                | 336                                                 | 1985                                                | 323                                                 |
| 1989                                                | 319                                                 | 1990                                                | 315                                                 | 1991                                                | 310                                                 | 1992                                                | 302                                                 | 1993                                                | 304                                                 |
| 1994                                                | 313                                                 | 1995                                                | 312                                                 | 1996                                                | 321                                                 | 1997                                                | 323                                                 | 1998                                                | 326                                                 |
| 1999                                                | 319                                                 | 2000                                                | 318                                                 |                                                     |                                                     |                                                     |                                                     |                                                     |                                                     |